# Henry Rinnan

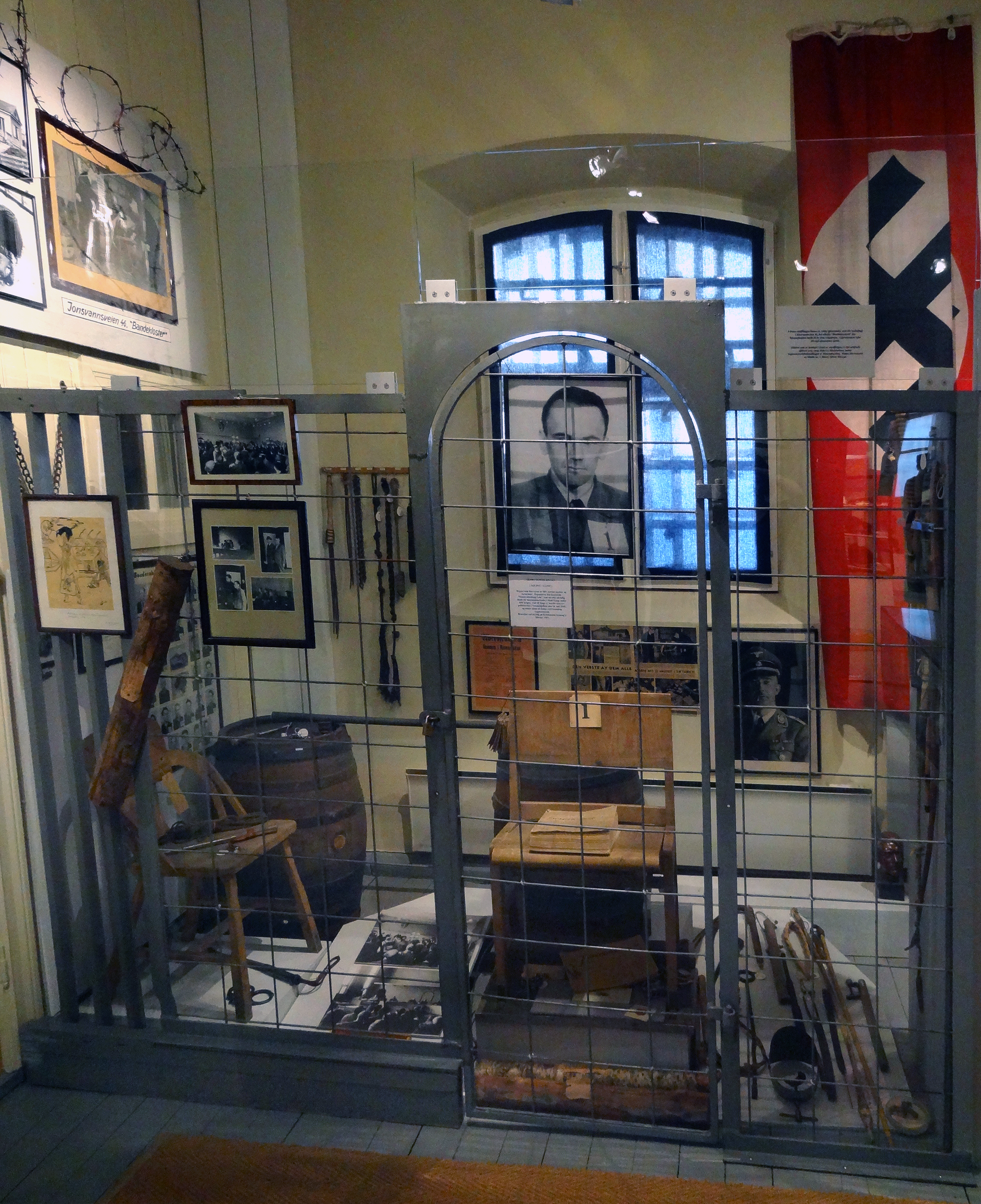
En permanent utställning på Justismuseet i Trondheim med diverse tortyrredskap från Bandeklosteret, på bilden i mitten Henry Rinnan.

Henry Oliver Rinnan, född 14 maj 1915 i Levanger, död 1 februari 1947 på Kristianstens fästning i Trondheim (avrättad), var en norsk Gestapo-agent och ledare för Rinnanligan, en grupp om 50 medlemmar, som sysslade med mord och angiveri under Nazitysklands ockupation av Norge.

## Biografi
Rinnan var äldste son till en skomakare i Levanger. Inget i hans liv innan andra världskriget skall ha lämnat några antydningar om den roll han skulle komma att spela under kriget. De enda problem han skall ha haft var en förmåga att komma i konflikt med sina arbetsgivare och han hade ett stort antal yrken innan han slutligen blev Gestapo-agent. Bland dessa kan nämnas försäljare i en sportaffär, bilförsäljare och lastbilschaufför.
När kriget kom till Norge 1940 blev han inkallad som lastbilschaufför, en position han hade från april 1940 till dess att han slutligen lät sig värvas som tysk agent i juni 1940. Inte långt efter att han hade värvats till Gestapo började han att bygga upp en hemlig underavdelning under kodnamnet Sonderabteilung Lola i Trondheim som senare skulle komma att bli känd som Rinnanligan. Rinnans kontakter inom den tyska säkerhetstjänsten var framförallt ss-officerarna Gerhard Flesch och Walter Gemmeke och bland medlemmarna i hans organisation fanns bland andra Karl Dolmen och Kitty Grande. Flera medlemmar av hans egen familj var också med i hans organisation men en av hans bröder var med i den norska motståndsrörelsen Hjemmefronten.
Rinnans insatser blev uppskattade av den tyska ockupationsmakten och han utnämndes till SS-Untersturmführer i reserven och fick 1944 Järnkorset av andra klassen.
Rinnans oberördhet inför det arbete han utförde för ockupationsmaktens räkning är väl dokumenterat och han skall själv ha förövat mer än tretton mord. I ett uttalande i rättegången mot honom efter kriget berättade han att organisationens medlemmar kunde avrätta flera personer på en kafferast. I ligan gällde också en av Rinnan egen definierad lag kallad, Lex Rinnan. Han själv stod dock över denna och skall vid ett flertal tillfällen ha genomfört avrättningar utan att lämna någon närmare förklaring till tyskarna. Omkring 80 personer blev avrättade av gruppen och flera hundra torterades i jakt på information.
I maj 1945 försökte Rinnan fly till Sverige med sina närmaste och gisslan som han hade tagit, men han hanns upp innan han nådde den svenska gränsen. Julafton samma år flydde han från fängelset i Trondheim tack vare bristande vaksamhet från vaktpersonalens sida, enligt egen uppgift med förhoppningen att han skulle kunna få nytt arbete hos den sovjetiska säkerhetstjänsten. Han lyckades ta sig från fängelset till det närbelägna Missionshotellet där han hoppade ut genom ett fönster och ned på gatan. Han begav sig därefter till en bekant familj, som dock inte ville ge honom skydd utan varskodde polisen, och Rinnans tid i frihet blev endast en timme.
Rättegången mot Rinnan och de andra medlemmarna i hans organisation som gripits pågick under våren och hösten 1946. Rinnan befanns skyldig till tretton mord och rättegången mot honom utgör ett eget häfte i domstolsprotokollet från riksrätten som utkom 1947. Detta häfte omfattar också en rättspsykiatrisk undersökning av Rinnan som dock inte har varit till stor hjälp i efterforskningarna om honom. Dödsdomen mot Rinnan verkställdes klockan 04.05 den 1 februari på Kristianstens fästning där han avrättades genom arkebusering.

## Utmärkelser
- 1944 – Järnkorset av andra klassen[5]